# Campion
Campion (лат.) — род насекомых из семейства мантиспид отряда сетчатокрылых. Эндемичен для Австралии и Тасмании.

## Описание
На передних лапках один коготок. На переднем крыле анальная жилка 1А раздвоена. Переднеспинка с короткими толстыми щетинками. Мембранная область между гонококситам самцов сверху с парой полосатых или пластинчатых склеритов.

## Классификация
В роде Campion 10 видов:
- Campion australasiae (Guérin-Méneville, 1844) — Австралия;
- Campion callosus Lambkin, 1986 — Австралия;
- Campion chrysops (Stitz, 1913) — Юго-Восточная Австралия;
- Campion cruciferus (Navás, 1914) — Восточная Австралия;
- Campion impressus (Navás, 1914) — Юго-Восточная Австралия;
- Campion kroombitensis Lambkin & New, 1994 — Восточная Австралия;
- Campion rubellus Navás, 1914 — Австралия;
- Campion spiniferus Lambkin, 1986 — Австралия;
- Campion tenuistriga (Gerstaecker, 1885) — Австралия;
- Campion vittatus (Guérin-Méneville in Duperry, 1831) — Юго-Восточная Австралия.